# Estremoz
Estremoz est une municipalité (en portugais : concelho ou município) du Portugal, située dans le district d'Évora et la région de l'Alentejo.
La ville (cidade) compte environ 9 000 habitants. C'est un important centre potier de l'Alentejo dont la notoriété remonte au XVIe siècle.

## Histoire
Le 8 juin 1663, pendant la guerre de Restauration, la bataille d'Ameixial, connue par les Espagnols comme bataille d'Estremoz, est livrée dans les alentours. L'armée portugaise commandée par Schomberg et le comte de Vila Flor y défait l'armée espagnole de Don Juan d’Autriche.

## Géographie
Estremoz est limitrophe :
- au nord, de Sousel e Fronteira,
- au nord-est, de Monforte,
- au sud-est, de Borba,
- au sud, de Redondo,
- à l'ouest, de Évora et Arraiolos.

## Démographie
| \| 1801 \| 1849 \| 1900 \| 1930 \| 1960 \| 1981 \| 1991 \| 2001 \| 2011 \| \| ------ \| ----- \| ------ \| ------ \| ------ \| ------ \| ------ \| ------ \| ------ \| \| 10 722 \| 8 504 \| 16 238 \| 20 550 \| 23 201 \| 18 073 \| 15 461 \| 15 672 \| 14 318 \| |       |        |        |        |        |        |        |        |
| 1801 | 1849  | 1900   | 1930   | 1960   | 1981   | 1991   | 2001   | 2011   |
| 10 722 | 8 504 | 16 238 | 20 550 | 23 201 | 18 073 | 15 461 | 15 672 | 14 318 |

## Subdivisions
La municipalité de Estremoz groupe 13 freguesias :
- Arcos
- Évora Monte
- Glória
- Santa Maria (Estremoz)
- Santa Vitória do Ameixial
- Santo André (Estremoz)
- Santo Estêvão
- São Bento de Ana Loura
- São Bento do Ameixial
- São Bento do Cortiço
- São Domingos de Ana Loura
- São Lourenço de Mamporcão
- Veiros

## Sites et monuments

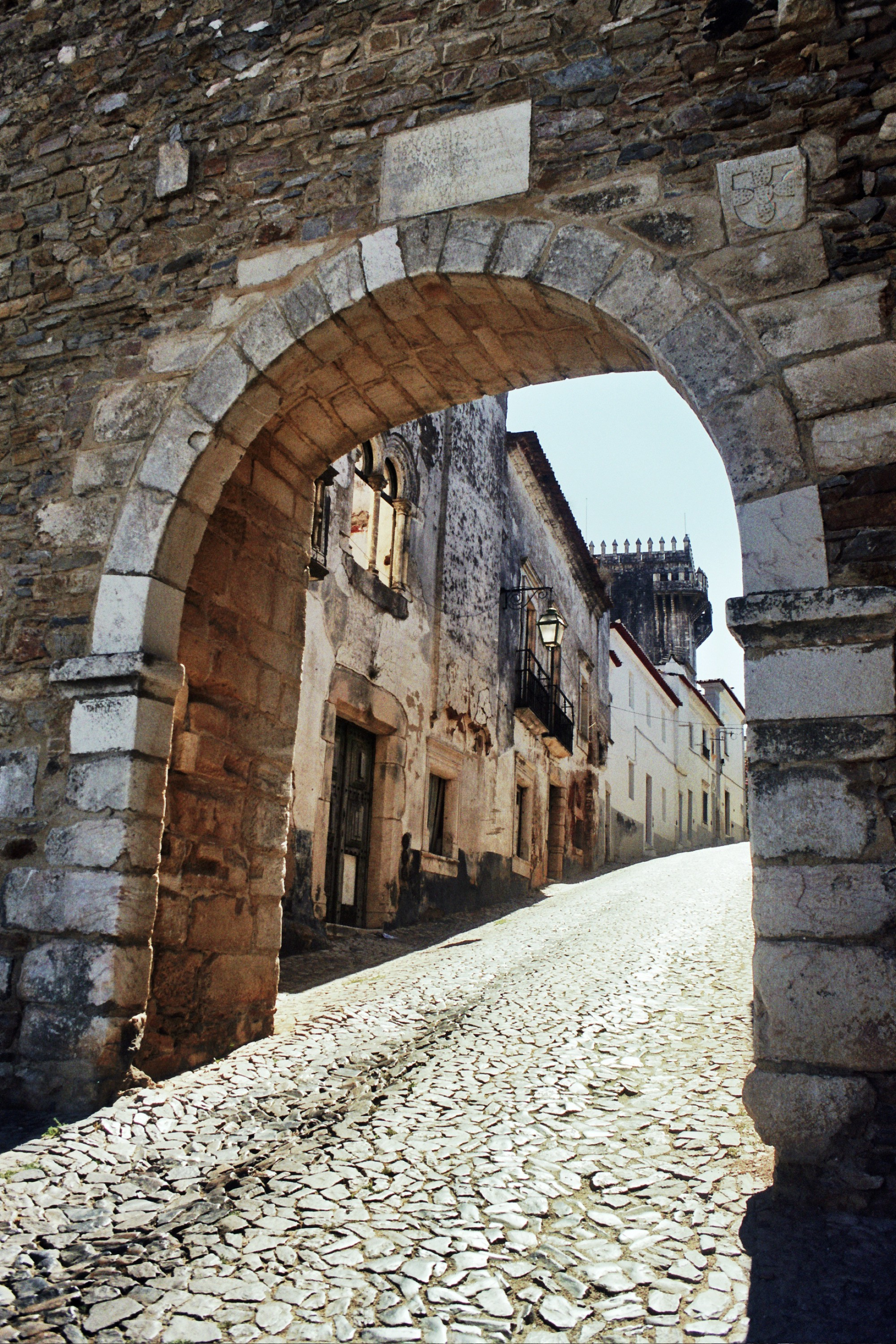
Porte
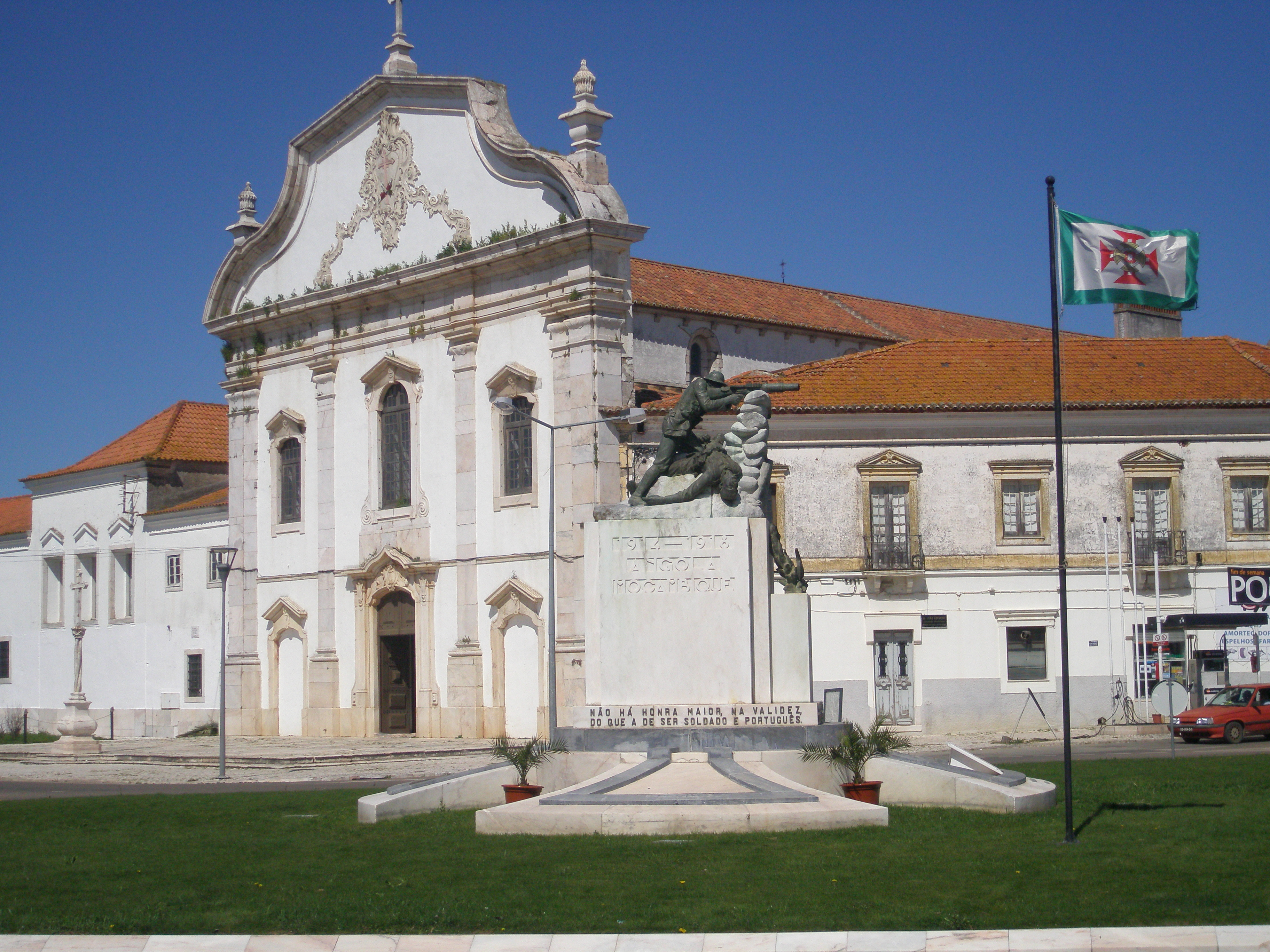
San Francisco
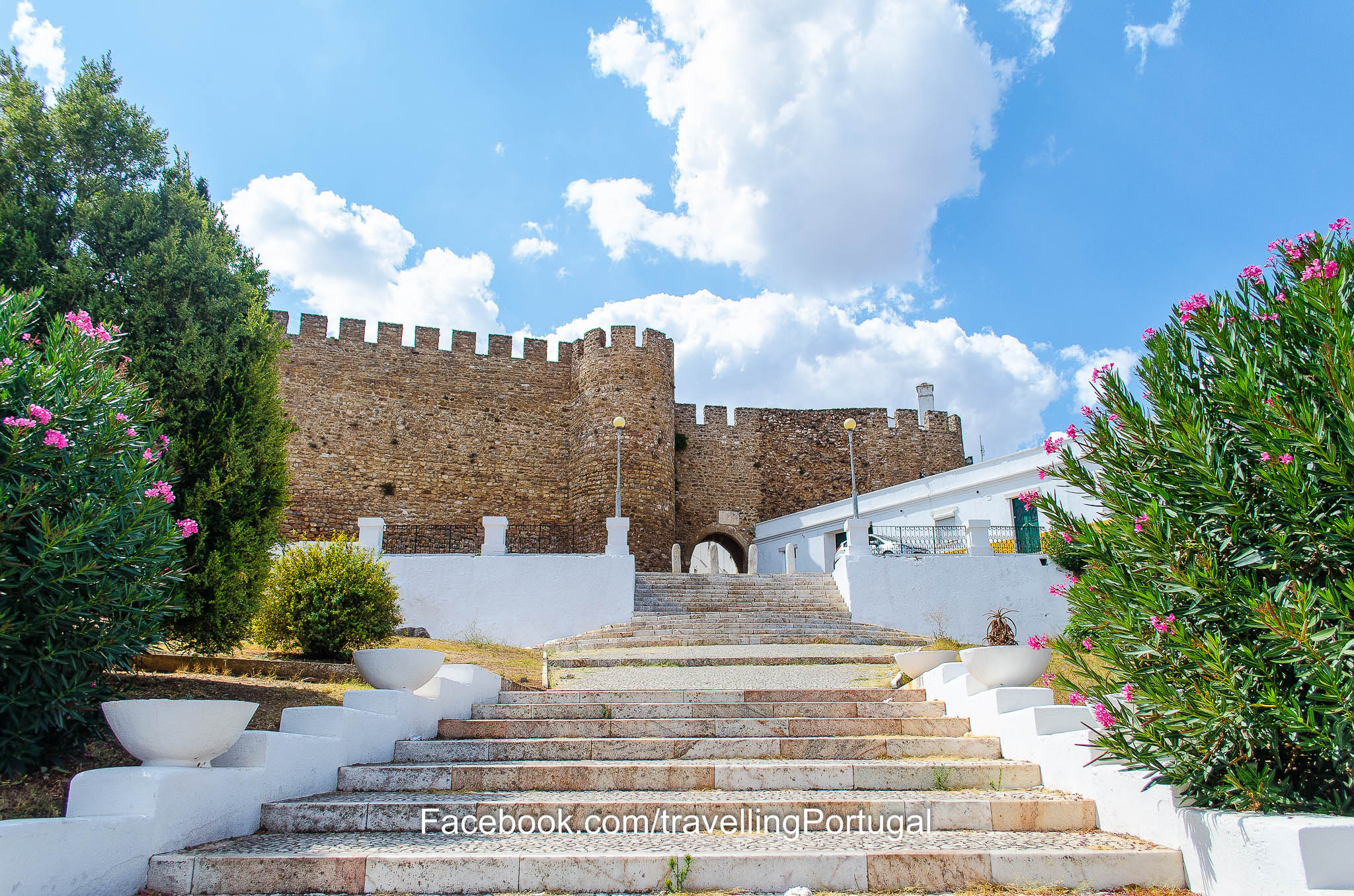
Murailles du château
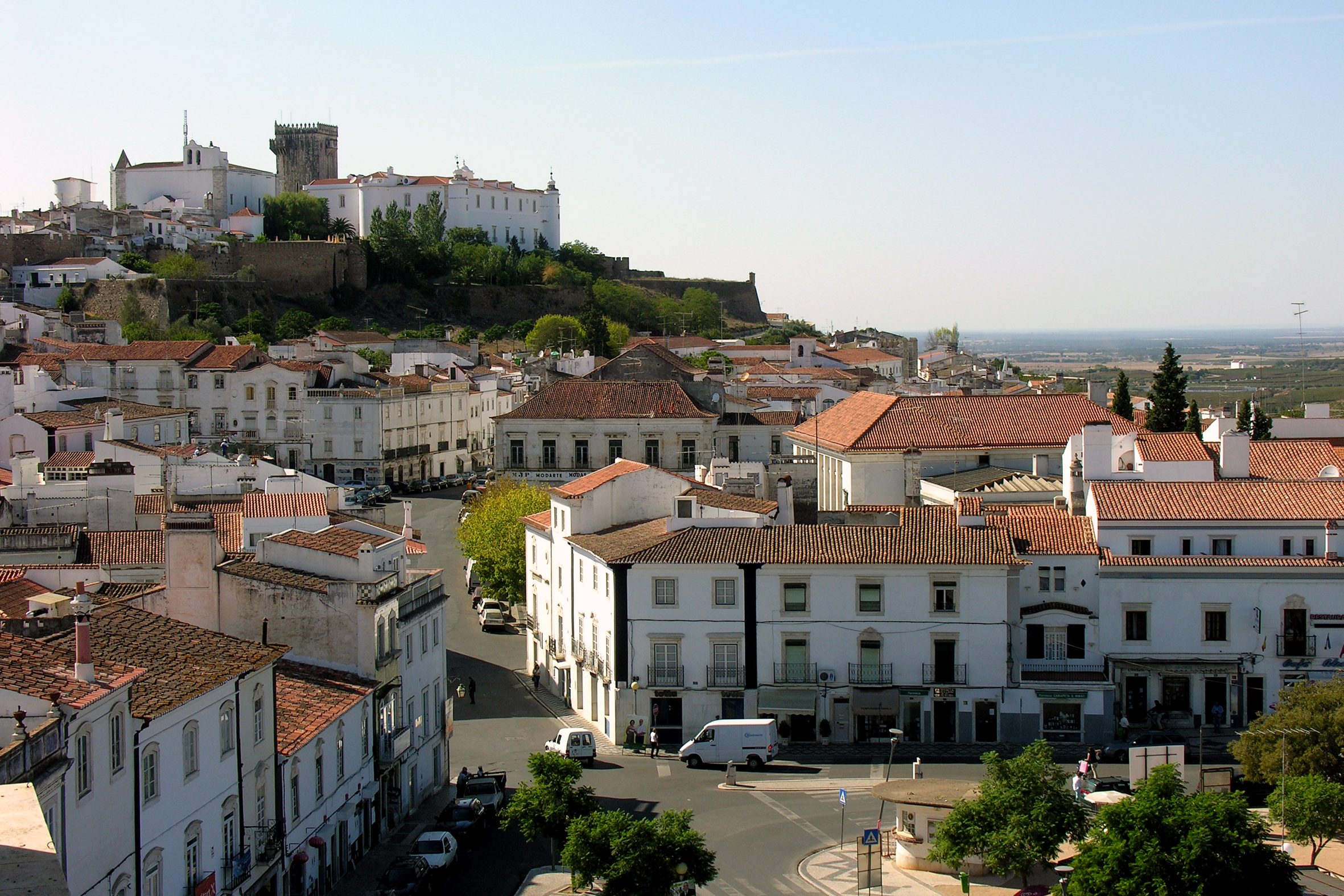
Vue de la vieille ville
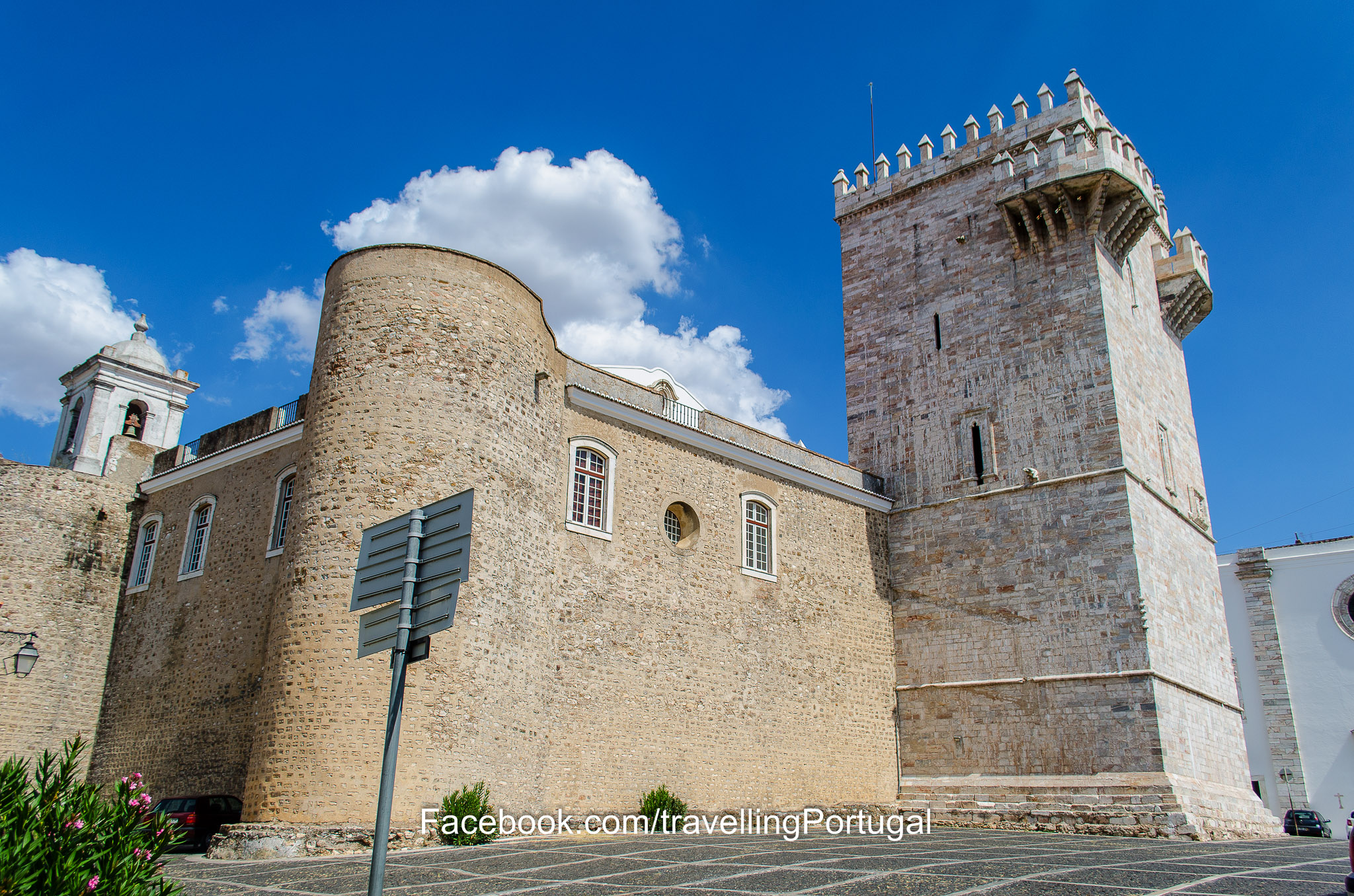
Castelo
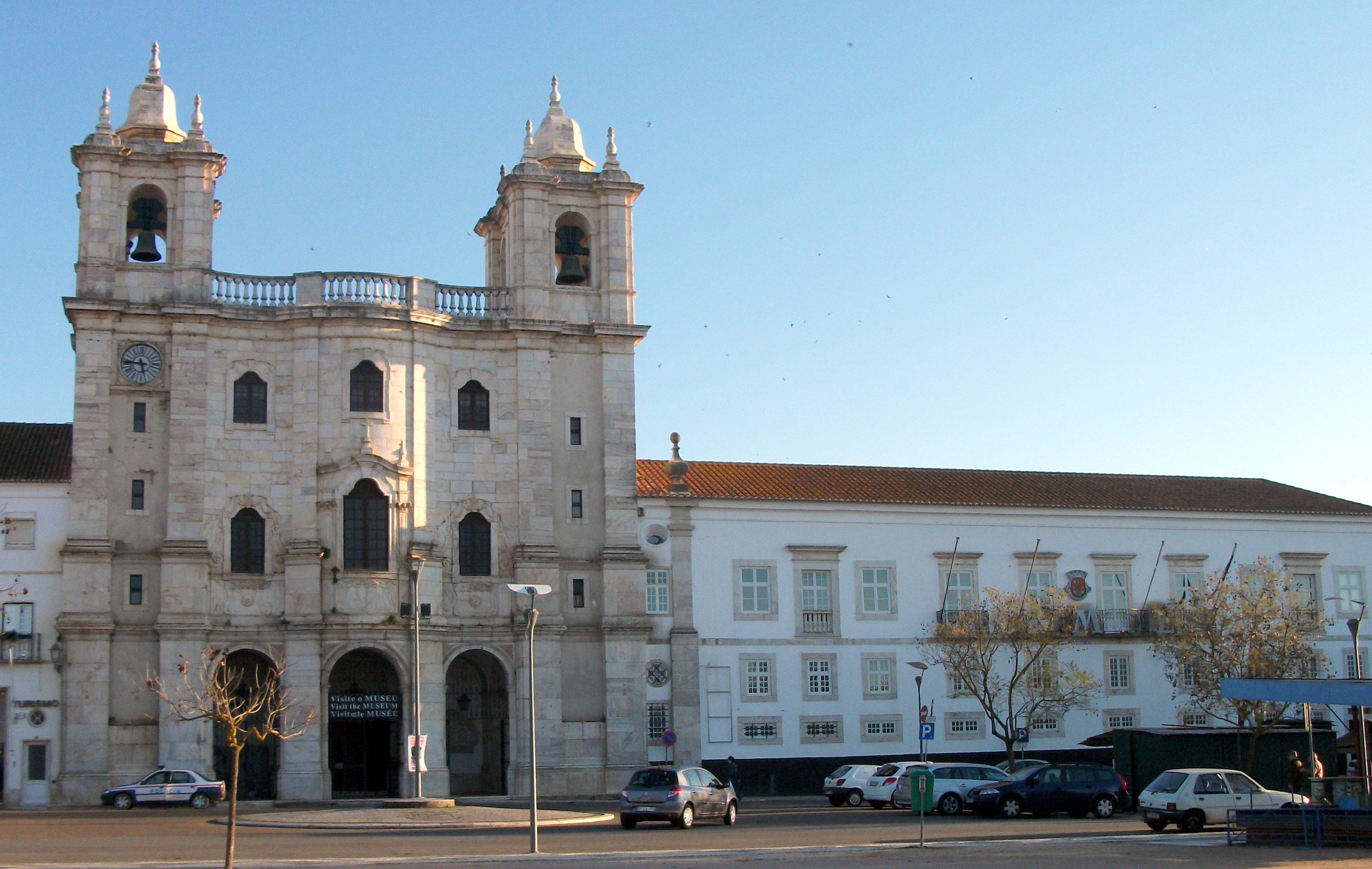
Couvent des Congrégations d'Estremoz
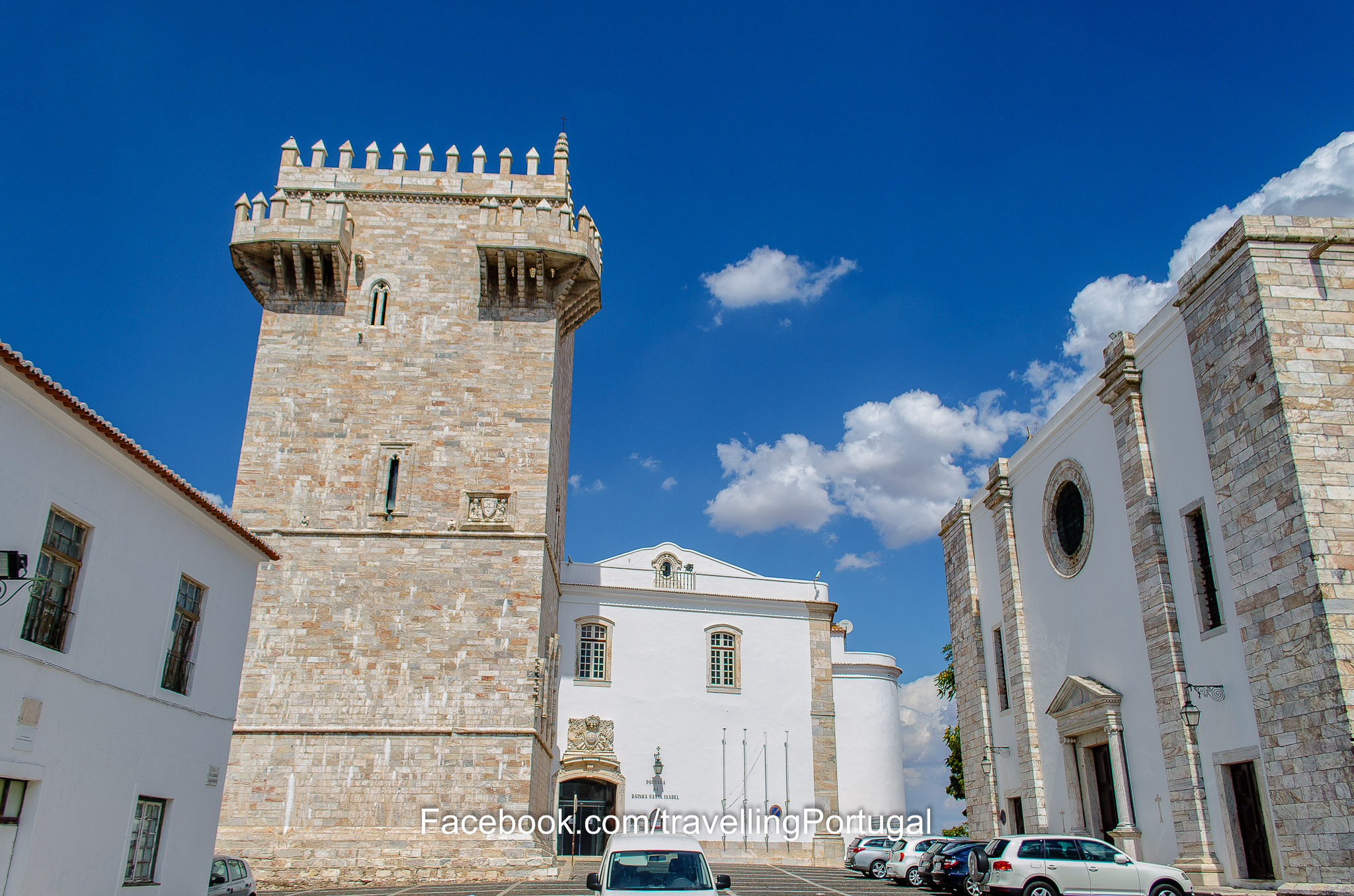
Tour du Castelo